# Slyne-with-Hest
Slyne-with-Hest – civil parish w Anglii, w Lancashire, w dystrykcie Lancaster. W 2011 civil parish liczyła 3126 mieszkańców.